# Atarba scabrosa
Atarba scabrosa är en tvåvingeart som beskrevs av Alexander 1944. Atarba scabrosa ingår i släktet Atarba och familjen småharkrankar. Inga underarter finns listade i Catalogue of Life.